# Кермечник кримський
{{#ifeq:0|0|{{#if:Goniolimon tauricum|{{#if:|[[]}}|[[]]}}}}
Кермечник кримський (Goniolimon tauricum) — вид квіткових рослин родини кермекових (Plumbaginaceae).

## Біоморфологічна характеристика
Це сірувато-зелена, гола (крім трубочки чашечки) багаторічна рослина 15–35 см заввишки. Прикореневі листки до 14 см завдовжки та 2.7 см завширшки. Квітконосні стебла рідко поодинокі, зазвичай б.-м. численні (до 10)

## Поширення
Ендемік України.
В Україні вид росте у степах, на степових і кам'янистих схилах — на крайньому півдні Лівобережного Злакового Степу та в Полинно-Злаковому Степу, б. м. звичайно; у Степовому Криму, розсіяно.